# Приречные ворота
Приречные ворота, Porta Flumentana — некогда античные ворота Сервиевой стены рядом с Тибром в Риме. Название ворот от латинского слова — flumen — «река». Расположение ворот точно неизвестно, возможно, они находились в той части стены, которая соединяла Капитолий и реку, в районе под названием extra portam Flumentanam.